# کارول کنیون
کارول کنیون (انگلیسی: Carol Kenyon؛ زادهٔ ۱۹۵۹ میلادی) خواننده اهل بریتانیا بود.
از فیلم‌ها یا مجموعه‌های تلویزیونی که وی در آن‌ها نقش داشته‌است، می‌توان به پوآرو اشاره نمود.